# Cinq Takhts

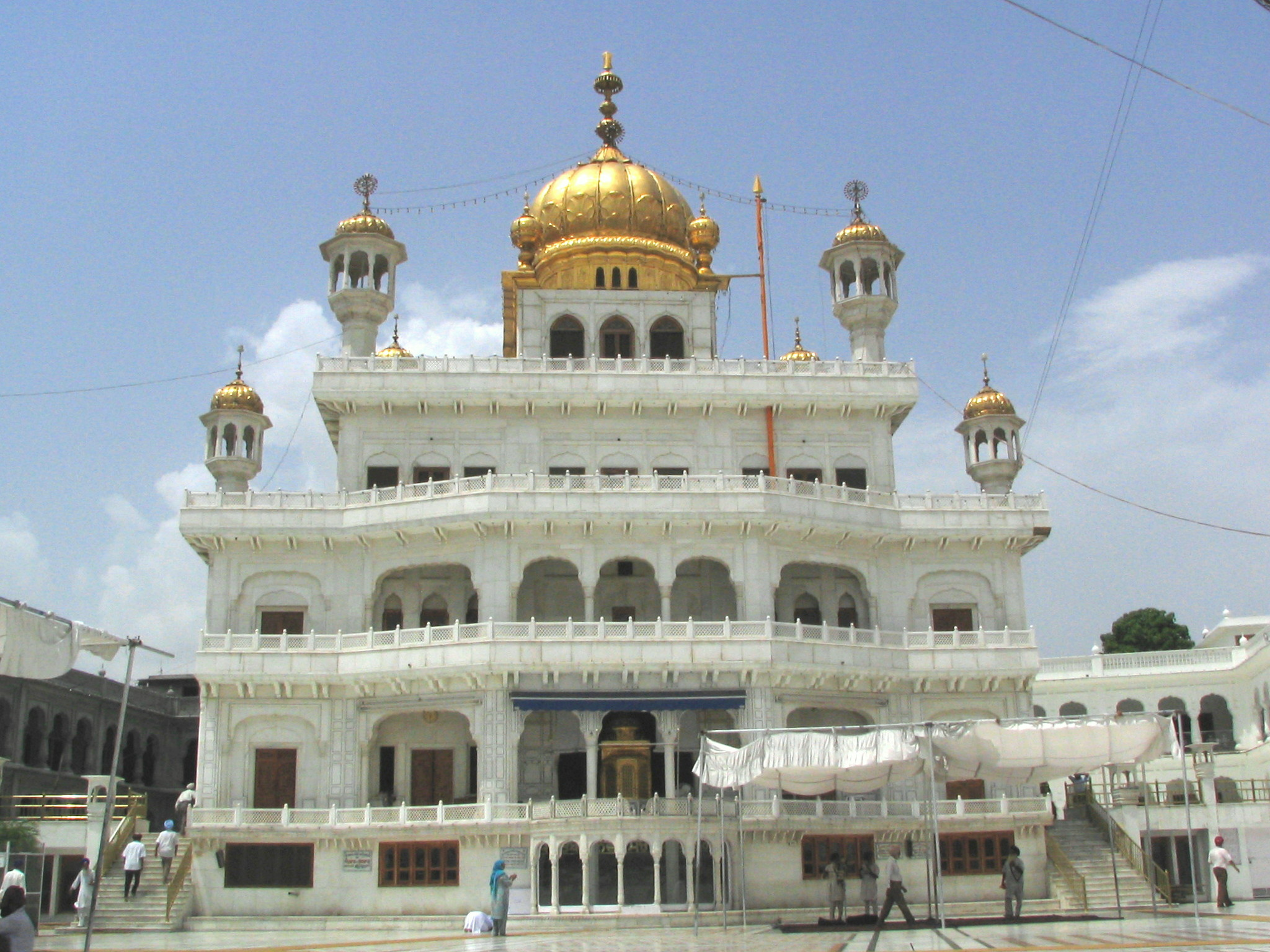
L'Akal Takht à Amritsar, en Inde.

Les cinq Takhts (persan : تخت, trône), sont les cinq « trônes » du sikhisme. Soit les cinq principaux gurdwara (temple) après le Temple d'Or (Harmandir Sahib) d'Amritsar. Les Jathedars (responsables) de chacun de ces takhts font partie des personnes les plus respectées dans la communauté sikh.

## Akal Takht
L'Akal Takht est la plus haute institution politique des sikhs. Akal signifie Éternel, un terme souvent utilisé pour désigner Dieu. Takht signifie le « trône » en Persan. Donc, Akal Takht se traduit comme Le Trône de l'Éternel. Il se situe directement devant le Harmandir Sahib, le Temple d'Or, à Amritsar. Mais la façade de l'Akal takht n'est pas orientée face à l'entrée du Harmandir Sahib, ceci est un moyen de marquer la distinction entre le politique (Akal takht) et le spirituel (Harmandir Sahib).
L'Akal Takht a été érigée par le sixième Guru sikh, Guru Hargobind, comme symbole de la liberté politique sikh en 1609. L'Akal takht s'est tenu symboliquement comme rempart politique contre les Empereurs Moghols durant les XVIIe et XVIIIe siècles. Les divers assauts sur l'Akal Takht et Harmandir Sahib ont été menés dans le passé par Ahmed shah Abdali et Massa Rangar au XVIIIe siècle. Récemment, le 4 juin 1984, l'armée indienne a détruit la façade extérieure de l'Akal Takht en tentant de déloger des sikhs militants dans une opération militaire controversée connue sous le nom d'opération Bluestar. De nombreux documents historiques ont été endommagés au cours de cette opération. Son responsable, le Jathedar est considéré comme le décideur principal en matière d'autorité religieuse, et ce notamment par rapport aux quatre autres Takhts. Il est l'arbitre des décisions sur le Panth, le chemin de la foi sikhe.

## Takht Keshgarh Sahib

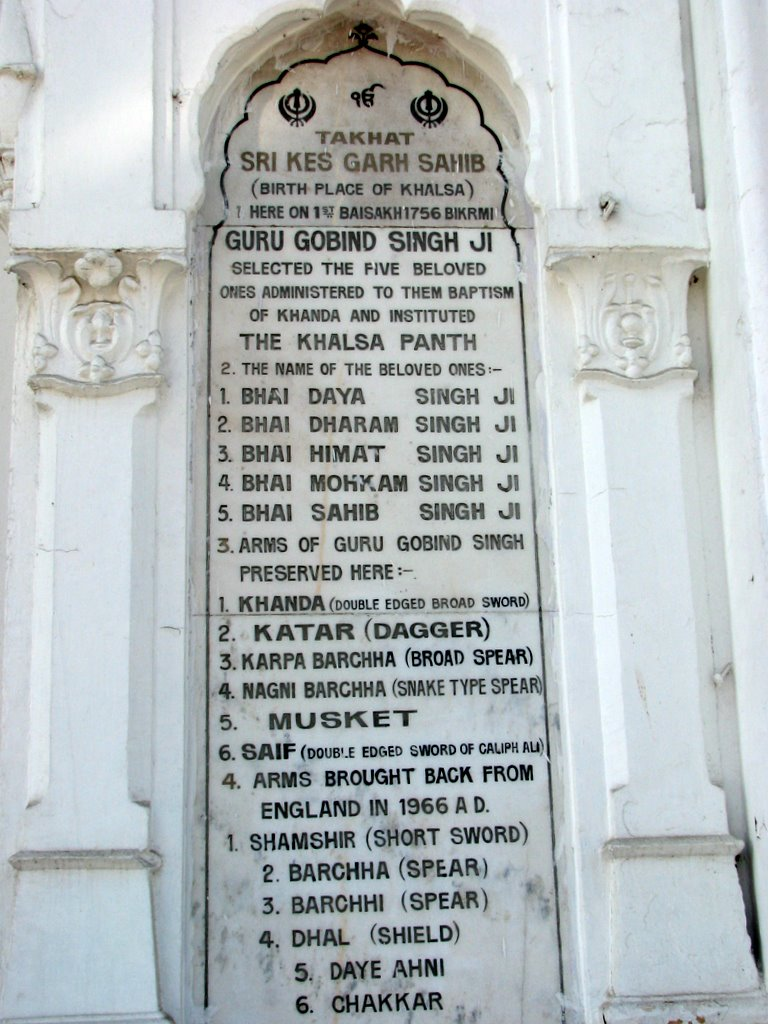
Inscription sur le Takht Sri Kesgarh en mémoire de l'établissement de l'ordre du Khalsa.

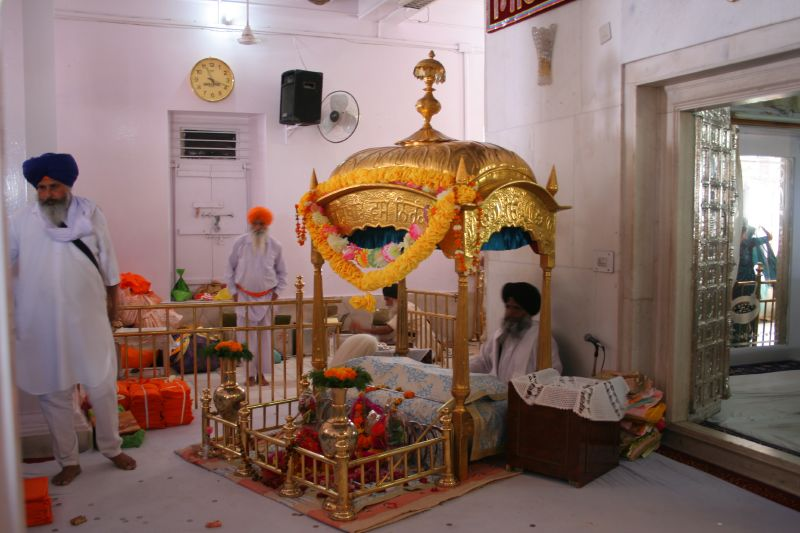
Takht Sri Keshgarh Sahib.

C'est le lieu dans lequel le l'Ordre du Khalsa a été manifesté. Il se situe dans la ville de Anandpur Sahib, fondée par le neuvième guru, dans l'actuelle Inde. C'est là que, le jour du Vaisakhi, Guru Gobind Singh instaura la cérémonie de l'Amrit Sanskar (baptême), et l'ordre de la fraternité du Khalsa.
Aujourd'hui, les armes de guru Gobind Singh ji y sont conservées. N'importe qui peut les admirer. Chaque jour, elles sont présentées au public et la particularité historique de chacune d'entre elles est racontée.

## Takht Damdama Sahib
C'est à Talwandi Sabo, également connu sous le nom de Damdama Sahib, que se dresse le cinquième Takht Sikh : le takht Damdama Sahib. Littéralement, Damdama signifie l'endroit de la respiration ou du repos. Guru Gobind Singh s'y était reposé après avoir lutté dans de nombreuses batailles contre les Moghols. L'endroit est surtout connu pour l'écriture complète du Livre saint, le Guru Granth Sahib par Guru Gobind Singh.
Bhai Mani Singh, a contribué à cette œuvre qu'est le Damdame wali bir. Il faut rappeler que le Guru Granth Sahib est à distinguer de l'Adi Granth car les hymnes du neuvième guru ont été rajoutés par Guru Gobind Singh. 
Aujourd'hui et depuis quelques siècles, Damdama Sahib est l'un des principaux centres d'études religieuses, avec notamment le groupe « taksal ». C'est aussi là-bas que sont formés de nombreux « granthi » (les lecteurs officiels des temples).

## Takht Sri Patna Sahib

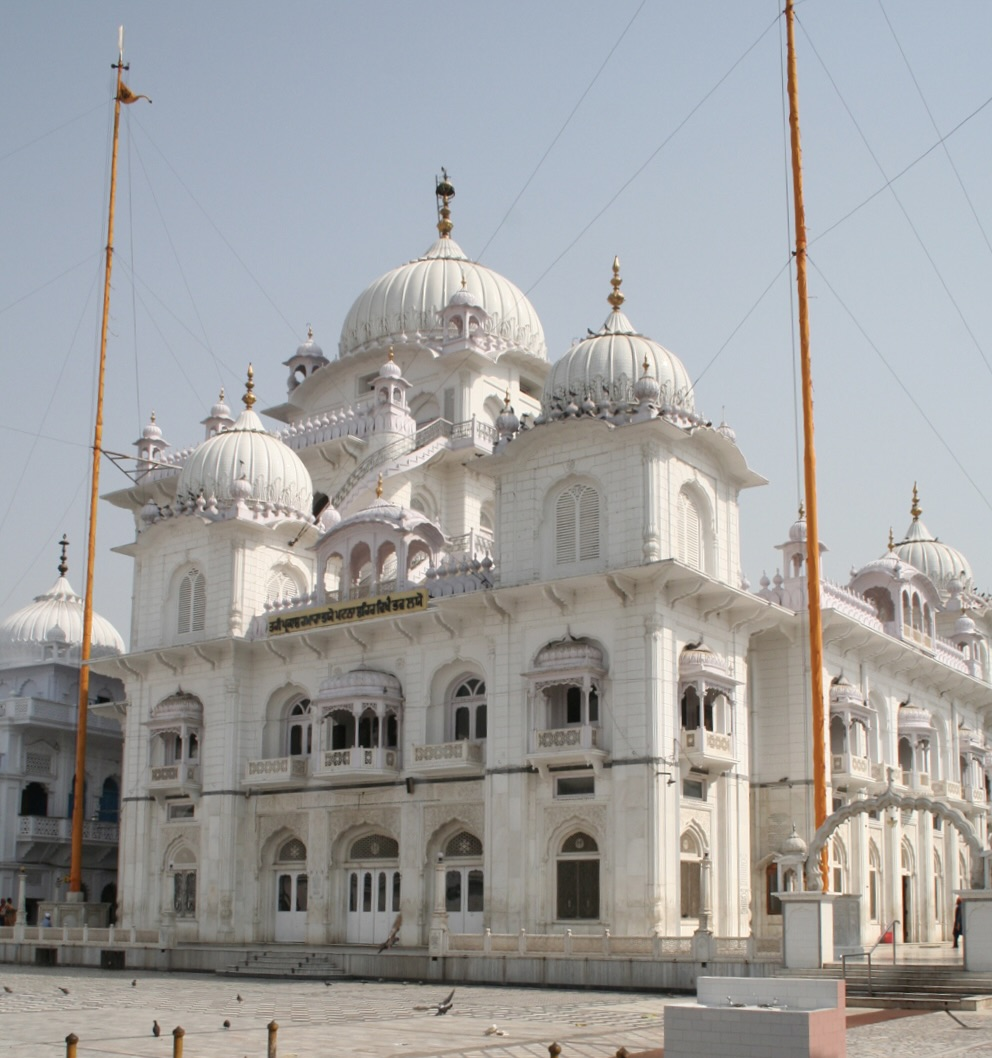
Takht Patna Sahib.

Patna Sahib se situe dans la ville de Patna, anciennement Pataliputra, capitale de l'état de Bihar. Cette ville a la particularité unique d'avoir été honorée par la présence sainte de Bouddha, Guru Nanak et Guru Tegh Bahadur. En outre, c'est également le lieu de naissance du dixième gourou du sikhisme, Guru Gobind Singh, le 22 décembre 1666.
Quelques reliques du dixième gourou sont également préservées dans ce gurdwara, par exemple : un pangura (le berceau). Guru ji, pendant son enfance, a dormi dans ce berceau. De plus, quatre flèches en fer, l'épée du Maître et une paire de sandale y sont aussi conservées.

## Takht Hazur Sahib

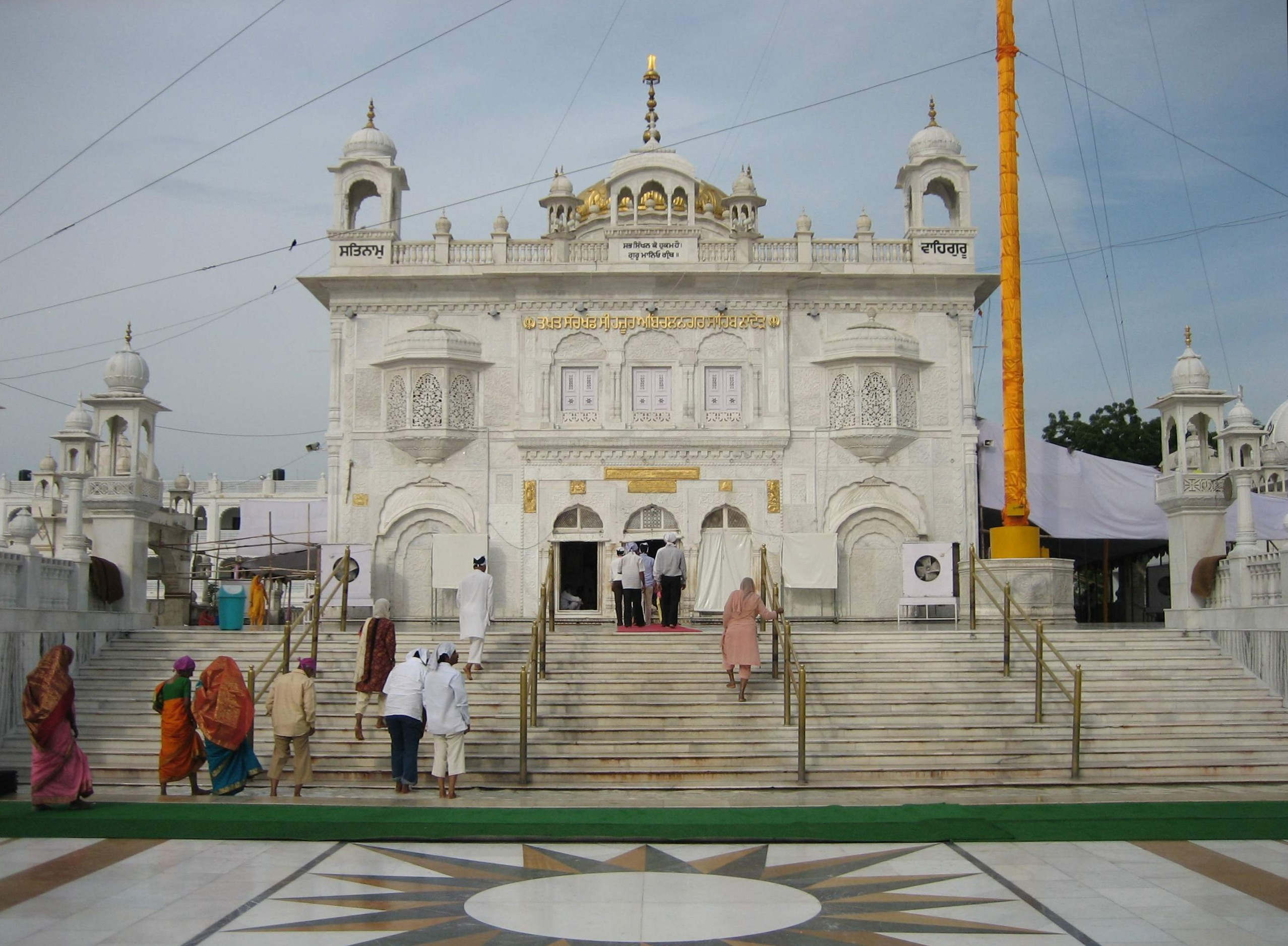
Takht Shri Hazur Sahib à Nanded.

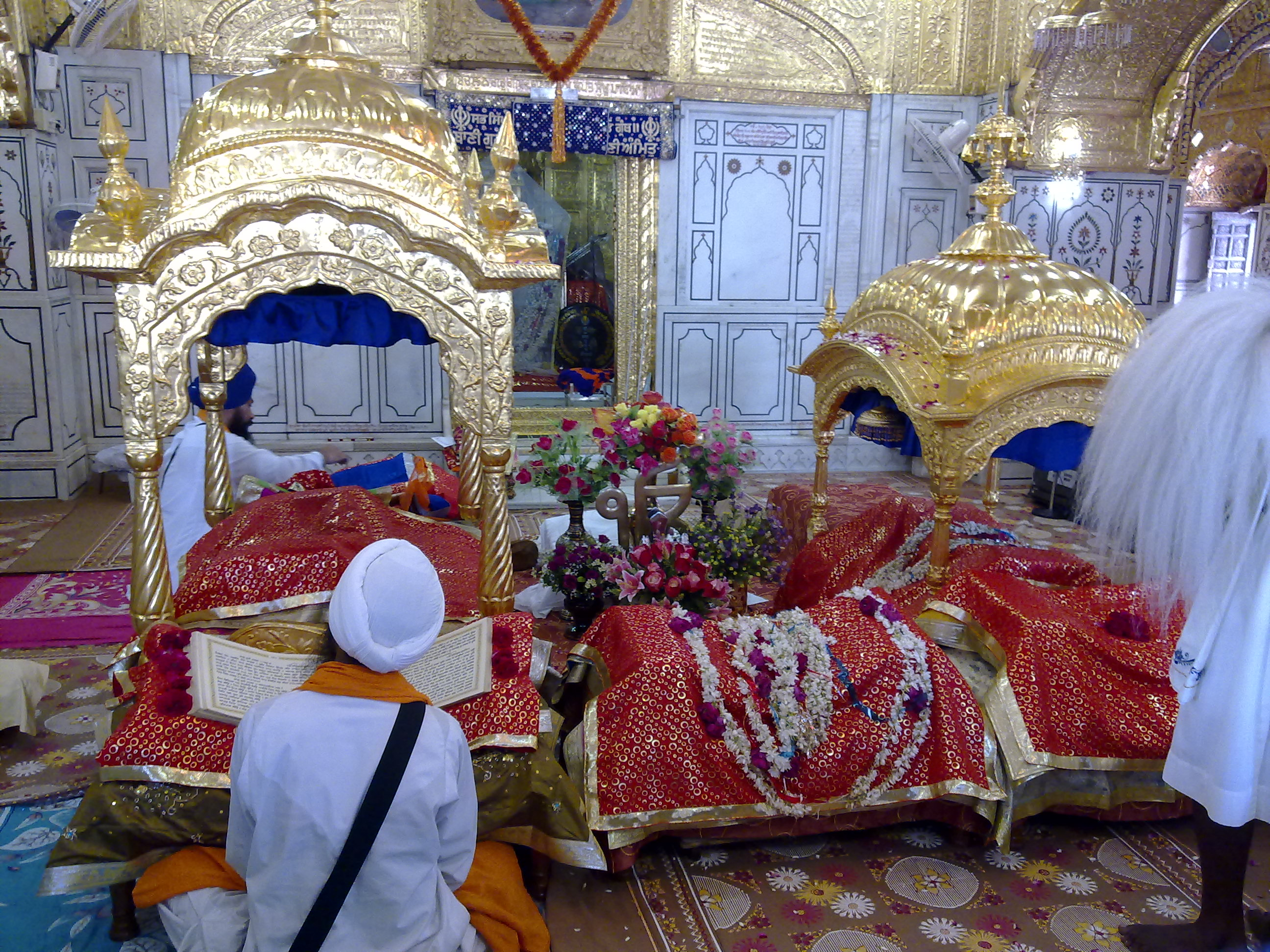
Takht Shri Hazur Sahib à Nanded.

C'est dans ce lieu que l'âme de Guru Gobind Singh est repartie. Son dernier Hukam (ordre) à la communauté fut : « L'Éternel m'a demandé de diriger le Panth. J'ordonne à tous les sikhs de reconnaitre le Granth comme le guru. En reconnaissant le Guru Granth Sahib, les gurus se manifestent...».
Le guru avait aussi ordonné aux sikhs de ne pas y ériger de monument en son honneur, et que celui qui oserait le faire s'y perdrait lui-même ainsi que toute sa famille. Le Maharaja Ranjit Singh considérant que le guru avait sacrifié toute sa famille pour les sikhs, osa faire construire le Takht Sri Hazur Sahib et embrassa ainsi la perte de toute sa lignée. 
Certaines des reliques sacrées du gourou Gobind Singh y sont également préservées. Parmi elles, on trouve notamment un poignard d'or, un pistolet matchlock, un archer avec 35 flèches, deux arcs, un bouclier en acier clouté avec les pierres précieuses et cinq épées d'or.

## Sources
- The Encyclopaedia of Sikhism dirigée par Harbans Singh, tome I (ISBN 8173801002)
- The Encyclopaedia of Sikhism dirigée par Harbans Singh, tome III (ISBN 8173803498)